# 何振亚
何振亚（1913年—1978年10月24日），原名何继周，字子新，陕西省汉阴县龙王沟（今属宁陕县龙王乡）人，中国人民解放军将领、中国人民解放军开国少将。中共九大代表。

## 生平
1930年考入西安杨虎城的十七路军军官训练班，毕业后任排长、副连长，1934年组织兵变。1936年任陕南抗日第一军军长，同年编入中国工农红军第十五军团，任军团警卫团团长。1937年加入中国共产党。
抗日战争时期，任八路军第115师344旅687团参谋长，晋南游击支队司令员，中国人民抗日军政大学队长兼军事教员，第三分校大队长，八路军留守兵团司令部副官处处长，河南军区豫中军分区参谋长。
第二次国共内战时期，任北平军事调处执行部中共代表团整军处科长，辽东军区第三纵队副参谋长，第四野战军四十军参谋长。
中华人民共和国成立后，任第十二兵团兼湖南军区副参谋长，中国人民志愿军空军参谋长，东北军区空军参谋长，沈阳军区空军副司令员，中国人民解放军空军副参谋长兼后勤部部长。1955年被授予少将军衔。1969年，当选中国共产党第九次全国代表大会代表。